# Club Polideportivo Almería
El Club Polideportivo Almería, más conocido como Poli Almería, es un club aficionado de fútbol de España, de la ciudad de Almería. Fue fundado en 1983. Actualmente compite en 3° Federación.
Ha tenido dos periodos de inactividad deportiva, el primero por espacio de dos años (entre 2001 y 2003), y el segundo por espacio de cinco años (entre 2007 y 2012).
El club está gestionado por los propios aficionados a través del accionariado popular, siguiendo el modelo de otros equipos como el CAP Ciudad de Murcia, el FC United of Manchester o el AFC Wimbledon.

## Historia
El Club Polideportivo Almería se fundó en el año 1983, como sucesor de la desaparecida Agrupación Deportiva Almería, que fue defenestrada por la Federación Española dirigida por el polémico Pablo Porta.
Comienza a competir en la Regional Preferente Andaluza en la temporada 1983/84, obteniendo el subcampeonato de la categoría. Juega la promoción de ascenso a Tercera contra el Churriana de la Vega. Ganando ambos partidos por 3-1 y 0-1 respectivamente consiguiendo en una sola temporada el ascenso a Tercera División. El debut en la nueva categoría se produce en 1984 y tras dos temporadas ocupando los primeros puestos de la clasificación. En el año 1986 logra el ascenso a la Segunda B. Tres temporadas consigue mantenerse en la nueva categoría: la primera salvado del descenso por una reestructuración, la segunda con ciertos apuros, y en la tercera (1988/89) desciende finalmente de nuevo a la Tercera División y con graves problemas económicos que casi hacen desaparecer a la entidad.

### Años 90: Segunda B y retirada del club
Finalmente el equipo sale a competición, aunque debido a la falta de planificación queda clasificado en la mitad de la tabla. La siguiente campaña (1990/91) comienza con un proyecto ambicioso en busca del ascenso, pero la grave crisis económica provoca el cambio, a mitad de temporada, de gran parte de la plantilla, haciendo que el equipo quede clasificado peor todavía que el año anterior (13º).
En el verano de 1991 comienza una etapa de estabilidad en el club lo que posibilita que, en la tercera temporada consecutiva en la categoría, el equipo se quede a las puertas de luchar por el ascenso (5º). La siguiente temporada (1992/93) sí consigue meterse (3º) pero sin mucho éxito. Finalmente el objetivo del ascenso a la Segunda B se alcanza en 1994 con una plantilla formada al 95% por futbolistas almerienses, demostrando además una gran superioridad durante todo el campeonato (1º).
Una vez recuperada la categoría, se abre un período de siete temporadas consecutivas en la división. En la primera de ellas (1994/95) se mantiene el clima de estabilidad previo y consecuencia de ello se acaba la campaña en la mitad baja de la clasificación pero sin pasar muchos apuros a lo largo del campeonato (15º). La siguiente temporada termina en la zona media de la clasificación, intentando sin éxito conseguir un equipo competitivo para optar a los puestos altos (9º). La temporada 1996/1997 supone un revés a la trayectoria del equipo pues, tras la mala campaña, se consigue lograr la permanencia en la categoría por medio de la eliminatoria de descenso a la Tercera División (16º). La cuarta temporada consecutiva en la categoría no tuvo el sufrimiento final de la anterior, pero tampoco fue buena, aunque se consigue el objetivo de la permanencia (14º). La quinta (1998/99) fue sin embargo la temporada de la consecución, por vez primera en la historia del club, de la disputa de la fase de ascenso a la Segunda División (4º), pero no se logró el objetivo del ascenso aunque se peleó casi hasta el final. En la temporada 1999/2000 el club parte como uno de los favoritos para repetir los logros de la campaña anterior, pero al final no se consigue al quedar quinto y a un solo punto del cuarto clasificado, por lo que queda fuera de la liguilla de ascenso. La gran anécdota de la temporada fue sin duda la eliminatoria de dieciseisavos de final de la Copa del Rey disputada frente al F. C. Barcelona, jugándose los dos partidos más importantes de la historia del club (0-0 en la ida, en Almería, y 2-0 en la vuelta en Barcelona -goles conseguidos en los últimos 5 minutos de partido-), además de un importante respiro económico.
La séptima y última temporada consecutiva tuvo un final precipitado, pues en 2000, a falta de dos jornadas para el final de la primera vuelta, se consumó la retirada de la competición y el descenso automático a la Tercera División, anulándose todos sus resultados obtenidos hasta ese momento. Esto propició la marcha de los jugadores de la plantilla a distintos equipos de la categoría. La temporada siguiente (2001/2002) le correspondía jugar en la Tercera División, pero finalmente no se inscribe en la competición. De hacerlo en la siguiente, debía de ser en la última categoría provincial, lo que se intenta en 2002, pero finalmente el proyecto no sale adelante.

### Resurgimiento del Poli y vuelta a la actividad
En el año 2003 se produce por fin el regreso del club a la competición, en la Primera Provincial de Almería, categoría en la que se mantiene durante cuatro campañas consecutivas. La primera temporada (2003/2004) empieza con el objetivo del ascenso de categoría, que finalmente no se consigue (a pesar de la reestructuración del fútbol andaluz), suponiendo un golpe moral a la entidad. La siguiente temporada se vuelve a intentar el salto de categoría, para lo cual se producen algunos cambios en la entidad, pero una serie de malos resultados puntuales hacen que al final de la liga no se pueda optar a los puestos de ascenso. La tercera temporada en la categoría supone un gran paso atrás del club, pues al final de la liga queda clasificado en la mitad baja de la clasificación, sin haberse acercado nunca a los puestos de arriba. La cuarta temporada consecutiva, la 2006/2007, se disputó la liga dividida en dos grupos de los cuales, al finalizar la competición, diez equipos jugarían una fase de ascenso, fase a la que el equipo no logra clasificarse por un solo punto, tras una campaña aceptable aunque con algunos momentos bajos que propiciaron la clasificación final. En la temporada 2007/2008 le correspondía participar de nuevo en la Primera Provincial de Almería, pero finalmente el club no se inscribe en la competición. Comienza así un nuevo periodo de inactividad para la entidad, que se prolonga hasta la temporada 2011/2012, en la que se inician contactos para reiniciar la actividad deportiva que finalmente no fructificaron.
El año 2012 marca la nueva vuelta a la competición del club. Con una directiva completamente nueva, pasa a ser administrado directamente por los socios bajo le modelo de accionariado popular. El club milita cuatro campañas consecutivas en el grupo almeriense de la Segunda División Andaluza. Al término de la cuarta campaña, habiendo quedado campeón del grupo y tras la reestructuración de divisiones en la Federación Andaluza, obtiene el ascenso a la nueva División de Honor Andaluza. En su segunda temporada en la categoría queda tercero de su grupo, consiguiendo el ascenso a Tercera División.

### Vuelta a Tercera División
En su regreso a Tercera División en la temporada 2018/19, consigue su objetivo, el de la permanencia, quedando en la 13.ª posición con 57 puntos, a 12 del descenso, consiguiendo en esta temporada su mayor racha invicto, de 13 partidos consecutivos.

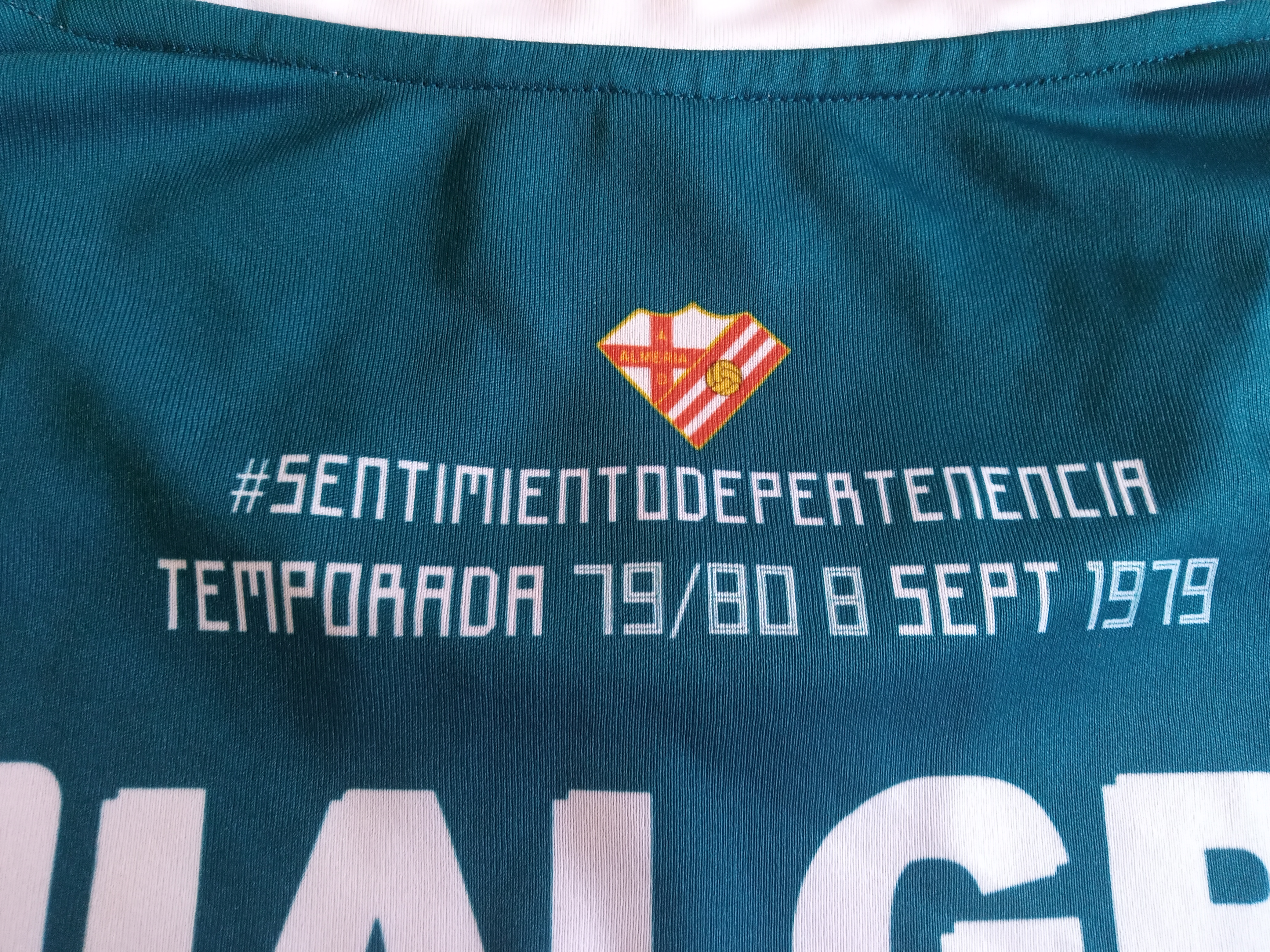
Detalle de la segunda equipación de la temporada 2019/20

En la temporada 2019/20,estrena una segunda equipación llena de significado. Coincide en el mismo color verde que la segunda equipación de la AD Almería. Además hace un guiño a esta entidad al tener en la parte trasera de la camiseta un escudo de la A.D Almería en pequeño con la fecha del debut en Primera. Tras la suspensión de las competiciones no profesionales por la pandemia del coronavirus, el equipo termina en 15.ª posición.
En la temporada 2020/21 el equipo finaliza la primera fase en puestos de descenso, por lo que debe disputar el play off por la permanencia en la segunda fase. Tras ganar únicamente 2 partidos de los 8 disputados, se consuma su descenso a División de Honor tras tres temporadas consecutivas en Tercera.

### Regreso a División de Honor
En su retorno a División de Honor Andaluza realiza una campaña de abonados con un vídeo en el que aparecen diversos lugares emblemáticos de la ciudad, tales como el faro de Almería, el Cable Inglés o el Cerro de San Cristóbal entre otros. Esa temporada cambia la segunda equipación, pasando de la verde de las dos temporadas anteriores a una negra con algunos detalles amarillos. Tras una temporada irregular, donde comenzó luchando por el ascenso, finalizó en 11.ª posición, luchando por la permanencia en un tramo final de liga donde llegó a encadenar hasta 4 derrotas consecutivas.
En la temporada 2022/23, inicia una nueva campaña de abonos con 5 tipos diferentes, siendo nuevos los abonos por el 40 aniversario del club, que incluye un regalo con el logo conmemorativo, y el abono mascotas, que incluye un carnet digital con la foto del animal que ha sido abonado y su inclusión en una orla. El 7 de mayo de 2023 consigue el ascenso a Tercera Federación como segundo clasificado, tras vencer al líder de la categoría, CD Rincón, por 3 a 0.

### Ascenso a 3ª RFEF
Su vuelta a categoría nacional en la temporada 2023/24, desarrolla de manera tranquila. Ocupando toda la temporada puestos alejados del descenso, consiguiendo de manera matemática la permanencia a dos jornadas antes del final de la competición. Con el objetivo de intentar alcanzar los puestos para la clasificación a la Copa RFAF, finaliza la temporada en 8ª posición, pudiendo acceder a la copa en el caso de que algún equipo que no sea filial ascienda a Segunda Federación. 
En la temporada 2024-25 comienza disputando los cuartos de final de la Copa RFAF que le enfrentaba con el Arenas de Armilla, perdiendo la eliminatoria por un resultado global de 0-8, al perder 0-2 en casa y 6-0 a domicilio. 

## Estadio
El Club Polideportivo Almería juega en el Estadio de la Juventud Emilio Campra. Cuenta con pistas de atletismo y césped artificial, y su aforo es de 2.500 espectadores. Está situado en el barrio almeriense del  Zapillo .
Históricamente ha jugado la gran mayoría de sus partidos en el Estadio Juan Rojas (antes Franco Navarro, inaugurado en 1976) cuyo aforo era de 13.648 espectadores (5.468 sentados y 8.000 de pie). Está situado en el barrio almeriense de Torrecárdenas y actualmente es el recinto donde juega sus partidos de rugby la UR Almería.
Otros recintos utilizados fueron el campo federativo Matías Pérez, en el barrio almeriense de La Cañada de San Urbano y el Jerónimo Rodríguez, en la localidad almeriense de Benahadux.
En la temporada 2019/20 , debido a las obras de renovación del Estadio Emilio Campra, el club se queda sin campo donde jugar. Finalmente debe desplazarse fuera de la ciudad para jugar como local, estableciéndose en Viator.
 Para entrenar, el club debe repartise por distintos campos de juego en distintas categorías, además de su citado campo como local, entrenan en el campo de El Zapillo y en Benahadux. El PSOE denuncia que el club no dispone de ningún campo para usar en la ciudad, y es el único club de la capital que paga por jugar en un campo.
En la temporada 2020/21, el equipo pasa a jugar sus partidos en la Ciudad Deportiva de Los Ángeles.

## Datos del club

### Categoría nacional
- Temporadas en 1ª: 0
- Temporadas en 2ª: 0
- Temporadas en 2ªB: 9
- Temporadas en 3ª: 10
- Mejor puesto en la liga: 4º (2ª división B, temporada 1998-1999)
- Clasificación histórica 2ªB: 126.º

### Categoría regional
- Temporadas en División de Honor Andaluza: 4
- Temporadas en Regional Preferente de Almería: 3
- Temporadas en Primera Provincial de Almería: 4
- Temporadas en Segunda Andaluza: 2
- Temporadas en Regional Preferente Andaluza: 1[23]

## Trayectoria
| Temporada | Categoría | División                     | Puesto         | Copa del Rey  |
| --------- | --------- | ---------------------------- | -------------- | ------------- |
| 1983/84   | 5         | Regional Preferente Andaluza | 2º             |               |
| 1984/85   | 4         | 3.ª                          | 2º             |               |
| 1985/86   | 4         | 3.ª                          | 1º             | Primera ronda |
| 1986/87   | 3         | 2ªB                          | 20º            | Primera ronda |
| 1987/88   | 3         | 2ªB                          | 14º            | Tercera ronda |
| 1988/89   | 3         | 2ªB                          | 17º            | Primera ronda |
| 1989/90   | 4         | 3.ª                          | 10º            |               |
| 1990/91   | 4         | 3.ª                          | 13º            |               |
| 1991/92   | 4         | 3.ª                          | 5º             |               |
| 1992/93   | 4         | 3.ª                          | 3º             |               |
| 1993/94   | 4         | 3.ª                          | 1º             | Primera ronda |
| 1994/95   | 3         | 2ªB                          | 15º            | Primera ronda |
| 1995/96   | 3         | 2ªB                          | 9º             |               |
| 1996/97   | 3         | 2ªB                          | 16º            |               |
| 1997/98   | 3         | 2ªB                          | 14º            |               |
| 1998/99   | 3         | 2ªB                          | 4º             |               |
| 1999/00   | 3         | 2ªB                          | 5º             | Segunda ronda |
| 2000/01   | 3         | 2ªB                          | 20º (Retirado) | Ronda previa  |
| 2001–03   | —         | Sin participación            | —              |               |
| 2003/04   | 7         | 1ª Provincial.               | 8º             |               |

| Temporada | Categoría | División          | Puesto  | Copa del Rey |
| --------- | --------- | ----------------- | ------- | ------------ |
| 2004/05   | 7         | 1ª Provincial     | 8º      |              |
| 2005/06   | 7         | 1ª Provincial     | 11º     |              |
| 2006/07   | 7         | 1ª Provincial     | 6º      |              |
| 2007–12   | —         | Sin participación | —       |              |
| 2012/13   | 6         | Preferente        | 6º / 3º |              |
| 2013/14   | 6         | Preferente        | 8º      |              |
| 2014/15   | 6         | 2ª Andaluza       | 4º      |              |
| 2015/16   | 6         | 2ª Andaluza       | 1º      |              |
| 2016/17   | 5         | División de Honor | 12º     |              |
| 2017/18   | 5         | División de Honor | 3º      |              |
| 2018/19   | 4         | 3.ª               | 13º     |              |
| 2019/20   | 4         | 3.ª               | 15º     |              |
| 2020/21   | 4         | 3ª                | 17º     |              |
| 2021/22   | 6         | División de Honor | 11º     |              |
| 2022/23   | 6         | División de Honor | 2º      |              |
| 2023/24   | 5         | 3ª RFEF           | 8º      |              |
| 2024/25   | 5         | 3ª RFEF           | 17º     |              |

## Palmarés

### Torneos Nacionales
- Campeón:Tercera División de España (2): Temporada 1985-86, Temporada 1993-94
- Subcampeón:Tercera División de España (1): Temporada 1984-85

### Torneos Regionales
- Campeón: Segunda Andaluza (1): Temporada 2015-16
- Campeón: Fase autonómica Copa Federación de Andalucía Oriental: (1) Temporada 1995-96
- Subcampeón: División de Honor Andaluza (1): Temporada 2022/23
- Subcampeón: Regional Preferente Andaluza (1) : Temporada 1983/84

### Torneos amistosos
- Trofeo Ciudad de Almería: (2) 1983, 1987

- Trofeo Ciudad del Torcal (Antequera) (1): 1997.

- Trofeo Ciudad de Linares: (1) 1999

- Trofeo Antonio Gutiérrez "Guti": (1) 2023[24]

## Filial y cantera

### Filial
El club no cuenta con un equipo filial propio, por lo que llega a acuerdos de filialidad con distintos clubes como en el caso del Club de Natación Almería en 2014, o con el Club Deportivo Viator desde la temporada 2019/20, donde milita en 1ª Andaluza.
En el año 2024 finaliza su acuerdo de filialidad con el CD Viator y lo hace con el Sporting de Almería Fútbol Sala para la cantera, centrándose en el fútbol sala y las competiciones inferiores que se disputan en fútbol 7. 

### Categorías inferiores
El club posee más de 200 fichas de jugadores en equipos en las diferentes categorías de base:
- 1 equipo Juvenil que milita en Segunda Andaluza.
- 1 equipo infantil.
- 2 equipos alevines.
- 1 equipo benjamín.

### Veteranos
El club dispone de un equipo de veteranos desde el año 2016 que compite en los campeonatos de AVFPA. Desde la temporada 2021/22, milita en la máxima categoría, División de Honor.

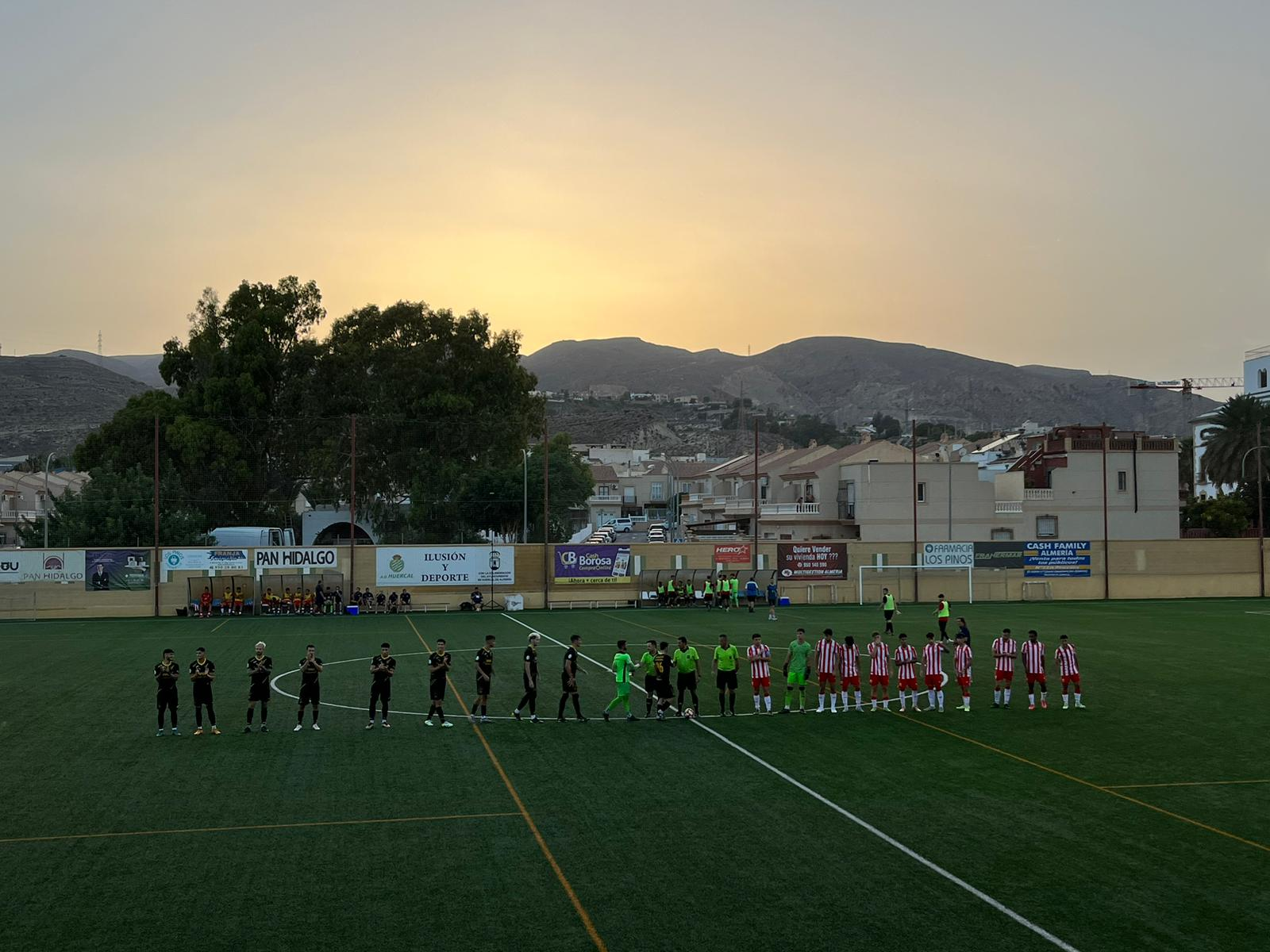
Partido amistoso entre la Unión Deportiva Almería B y el Polideportivo Almería

## Solidaridad
Desde el regreso del club en 2012, todos los años realiza un partido solidario de la liga en la que compite, colaborando con entidades como Cruz Roja, Cáritas o asociaciones contra el autismo. La colaboración es mediante la donación de la recaudación, la instalación de huchas solidarias, o la donación de alimentos, juguetes y productos de higiene. 

### Camiseta solidaria
En la temporada 2017/2018 , el club diseñó una camiseta de color rosa solidaria con motivo de la lucha contra el cáncer de mama. La camiseta se puso a la venta a un precio de 30€ y parte de los beneficios de su venta irían destinados a la Asociación Española contra el Cáncer. La campaña fue un éxito, ya que fueron vendidas más de 300 unidades, algo meritorio para un club que militaba en la quinta categoría de fútbol nacional.La campaña de venta de camisetas fue apoyada por David Bisbal. El 22 de octubre, en el partido contra el Athletic de Coín, el equipo jugó el partido con la camiseta solidaria.También esa camiseta fue asignadas como tercera equipación del club para la temporada 2017/2018.

## Rivalidades
Históricamente su rival ha sido Almería C.F, donde coincidieron 4 temporadas en Segunda B jugando el derbi de la ciudad, así como un enfrentamiento en la primera edición del Trofeo Juan Rojas. 
En 2019 vuelven a enfrentarse a la UD Almería, esta vez a través de su filial en Tercera División, celebrándose el derbi durante dos temporadas.

## Poli Cup
Desde el año 2018, el club ha creado un torneo de fútbol base en las categorías bejanmín y alevín, donde colabora el Patronato Municipal de Deportes de Almería denominado "Poli Cup" . Dicho torneo se disputa en el Campo de las Dunas en Cabo de Gata, donde en su edición de 2019 participaron más de 250 futbolistas.

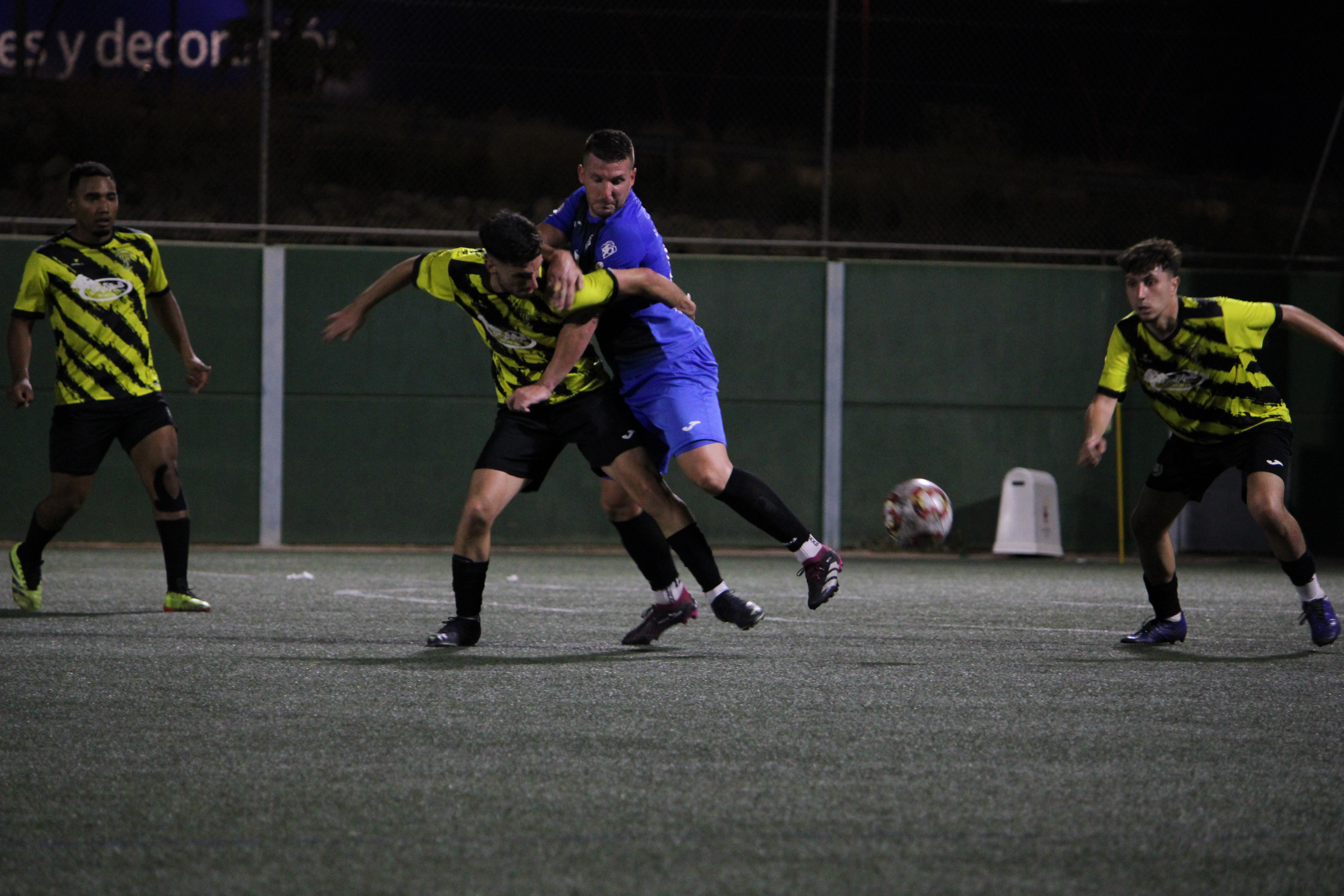
Partido del Trofeo de Feria celebrado en 2024 entre el Poli Almería y el CD Viator

## Trofeo Feria Ciudad de Almería
Desde su regreso en 2012, el club persiguió que el partido de presentación fuese llamado "Trofeo Ciudad de Almería", el cual comenzó a ser una realidad en el año 2017. Es patrocinado por el Patronato Municipal de Deportes de Almería. Tras dos años sin celebrarse, en 2022 vuelvo el trofeo con un nuevo nombre: «Trofeo de Feria Memorial Rafael Torres Tripiana» 
- 2017: Sénior: Polideportivo Almería 5 Español del Alquián 0 .  Juvenil: Polideportivo Almería 2 Club Natación Almería 0[43]
- 2018: Sénior: Polideportivo Almería 1 Motril CF 1 (5-4 pen.) . Cadete: Polideportivo Almería 2 Los Molinos Club de Fútbol 2[44][45][46]
- 2019: Sénior: Polideportivo Almería 3 Huércal-Overa Club de Fútbol 1. Juvenil: Polideportivo Almería 1 La Cañada Atlético 1 (3-1 pen.)[47]
- 2022: Polideportivo Almería 1 CD Viator 2[48]

- 2023: Polideportivo Almería 2 CP El Ejido 0
- 2024: Polideportivo Almería 1 CD Viator 1